# NGC 7810
NGC 7810 (другие обозначения — PGC 163, UGC 12919, MCG 2-1-15, ZWG 433.18, IRAS23597+1241) — линзообразная галактика (S0) в созвездии Пегас.
Этот объект входит в число перечисленных в оригинальной редакции «Нового общего каталога».